# Blumenhagen (Jatznick)
Blumenhagen – część gminy (Ortsteil) Jatznick w Niemczech, w kraju związkowym Meklemburgia-Pomorze Przednie, w powiecie Vorpommern-Greifswald, w Związku Gmin Uecker-Randow-Tal. Do 31 grudnia 2011 samodzielna gmina.